# Avro 626
L'Avro 626 fu un aereo militare multiruolo biposto, monomotore e biplano, sviluppato dall'azienda aeronautica britannica A.V. Roe and Company (Avro) negli anni venti del XX secolo e prodotto, oltre che dalla stessa anche su licenza, in Belgio, dalla SABCA, e in Cecoslovacchia, dalla Tatra che lo commercializzò come T-126.
Adottato da numerose aeronautiche militari mondiali, venne utilizzato durante tutti gli anni trenta fino alla fine, pur come compiti di seconda linea, della seconda guerra mondiale.

## Utilizzatori
Argentina
- Servicio Aéronautico del Ejército

 Austria
- Heimwehr Flieger Korps

 Belgio
- Aéronautique Militaire/Militair Vliegwezen

 Brasile
- Força Aérea Brasileira

 Canada
- Royal Canadian Air Force

 Repubblica di Cina
- Chung-Hua Min-Kuo K'ung-Chün

 Cecoslovacchia
- Češkoslovenske Vojenske Letectvo

 Cile
- Servicio de Aviación Militar de Chile

 Egitto
- Royal Egyptian Air Force

 Estonia
- Eesti õhuvägi

 Grecia
- Ellinikí Vasilikí Aeroporía

 Irlanda
- Aer Chór na hÉireann

 Lituania
- Karinės oro pajėgos

 Nuova Zelanda
- Royal New Zealand Air Force

 Portogallo
- Arma da Aeronáutica Militar
- Aviação Naval

 Slovacchia
- Slovenské vzdušné zbrane

 Spagna
- Fuerzas Aéreas de la República Española

 Regno Unito
- Royal Air Force